# یانیبایوو
یانیبایوو (به لاتین: Yanybayevo) یک منطقهٔ مسکونی در روسیه است که در باشقیرستان واقع شده‌است.